# 戦争の間

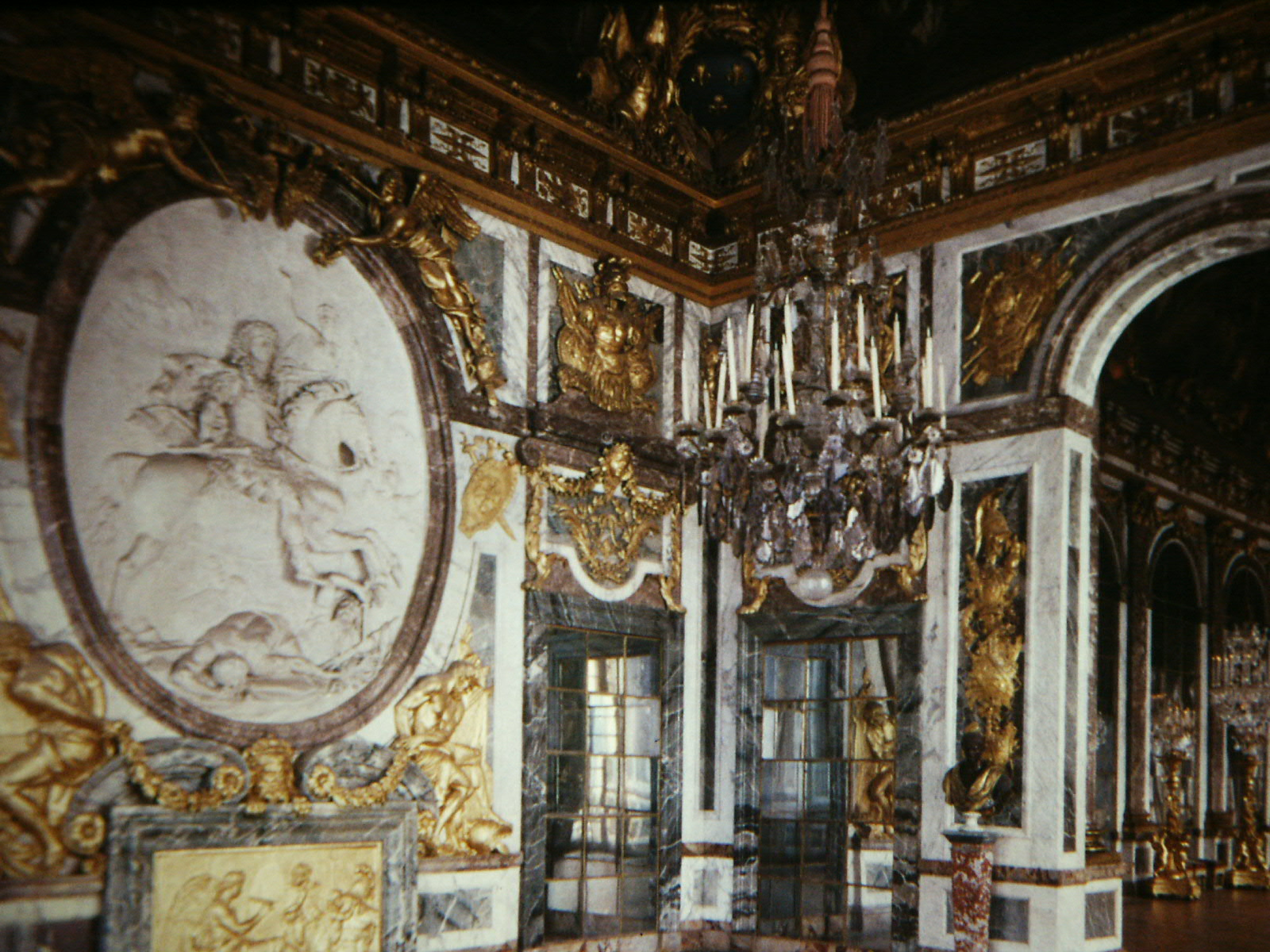
大理石に浮き彫りしたルイ14世の騎馬像「Louis XIV en empereur romain vainqueur（ルイ14世はローマ皇帝として勝利した）」（アントワーヌ·コワズヴォ作）。

戦争の間（せんそうのま、Salon_de_la_Guerre）は、ヴェルサイユ宮殿の鏡の間の北側に位置する部屋である。
東は王の大広間のアポロンの間に面している。

## 建設の経緯
この部屋は、1678年にルイ14世の大・小2つの部屋（ユーピテルとサトゥルヌスの部屋としても知られている）があった場所に、鏡の間が建設された際に建てられたものである。一辺が10.26メートル、中央のドームの頂上の高さは11.5メートルである。
戦争の間のフリーズには装飾が施され、2羽の雄鶏の頭とフルール・ド・リスで飾られた盾が描かれており、そのデザインはジュール＝クレマン・シャプランによってフランス共和国の国章として使用されたアンティークの盾である。

## 部屋の装飾
この装飾は、隣の部屋の装飾が完成した後の1684年から1687年にかけて制作された。
天井にはシャルル・ル・ブランによる4枚の寓意画が描かれている:

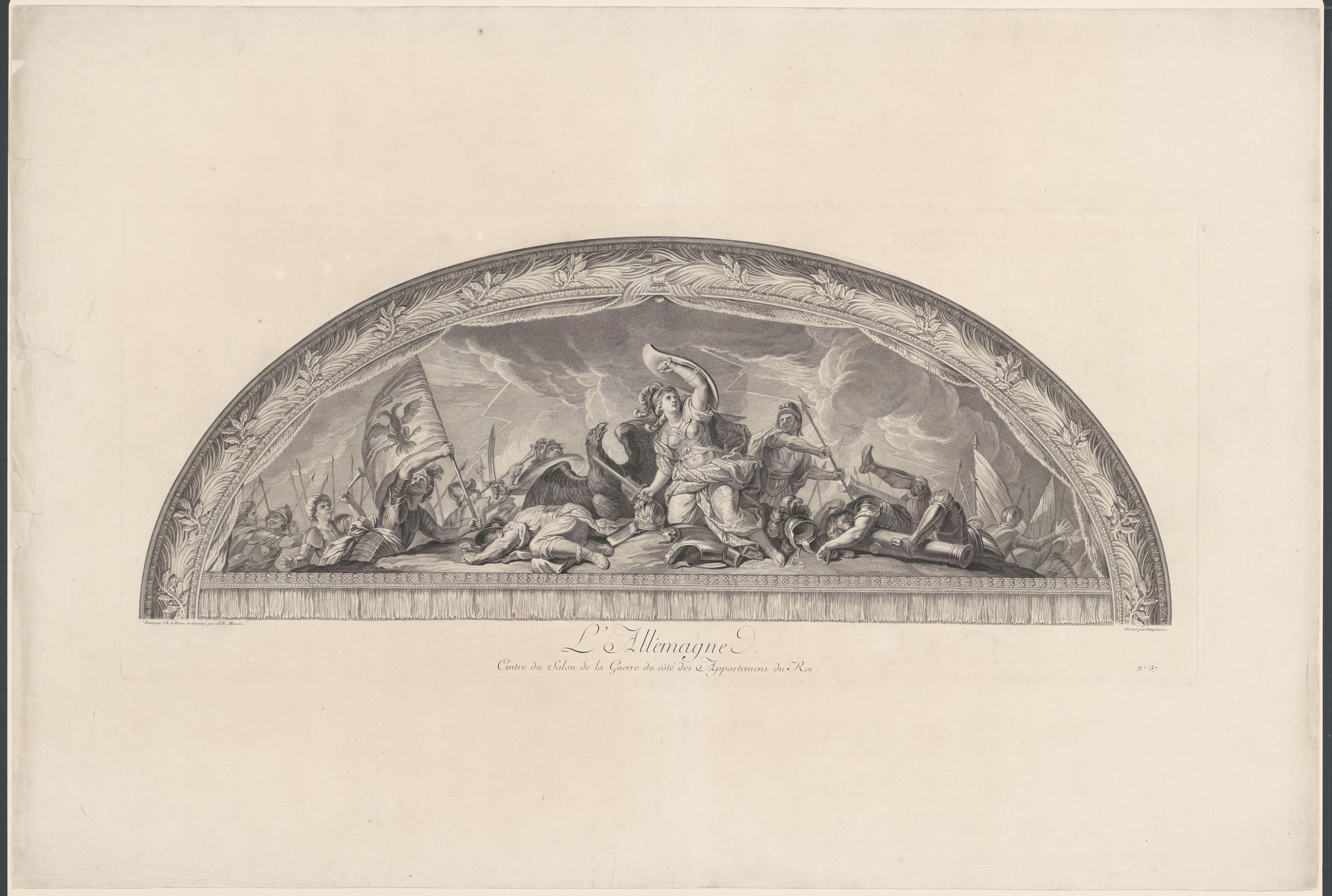
勝利に怯えるドイツ（ヴシュール東側）
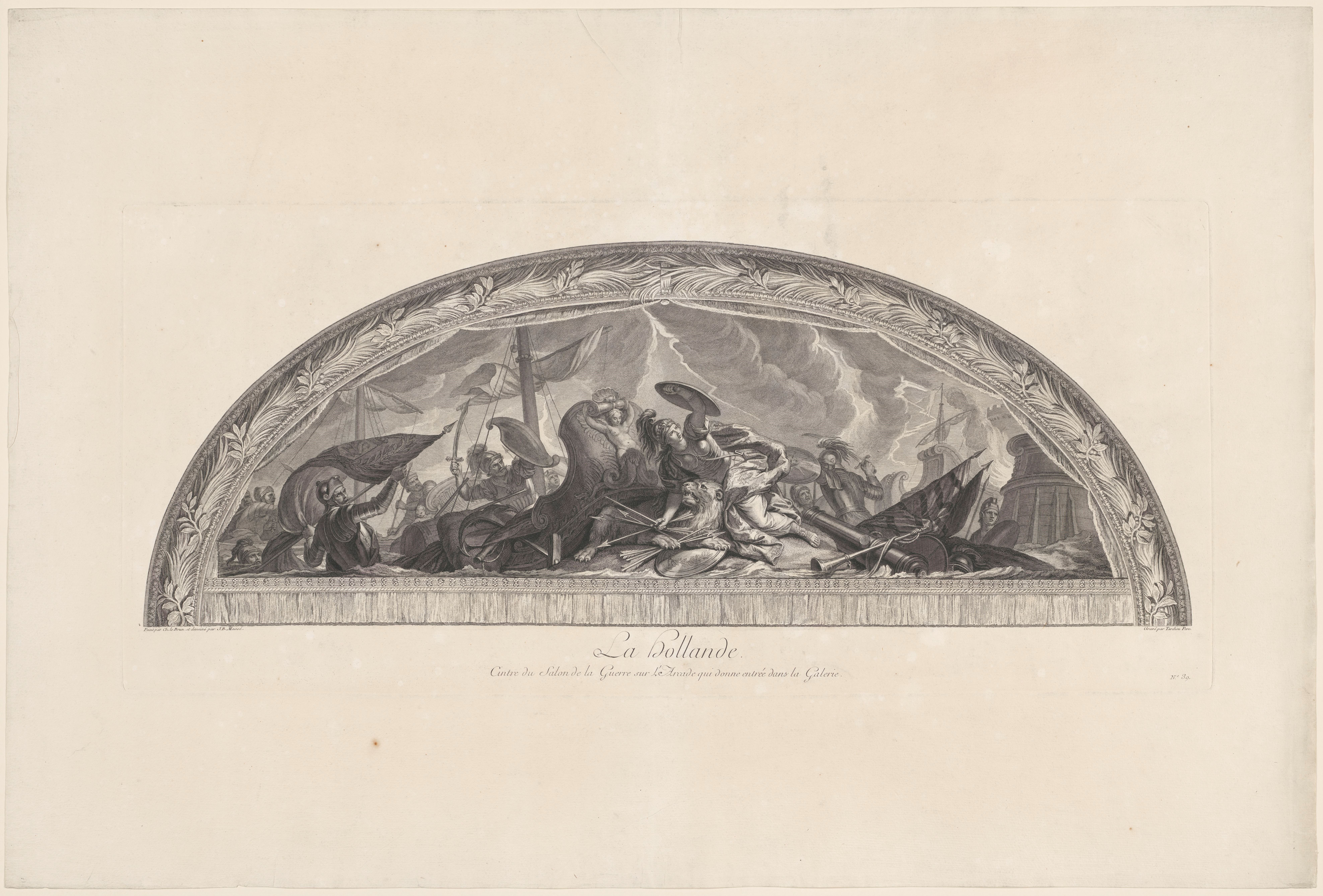
ライオンに逆さまにされたオランダ （ヴシュール南側）
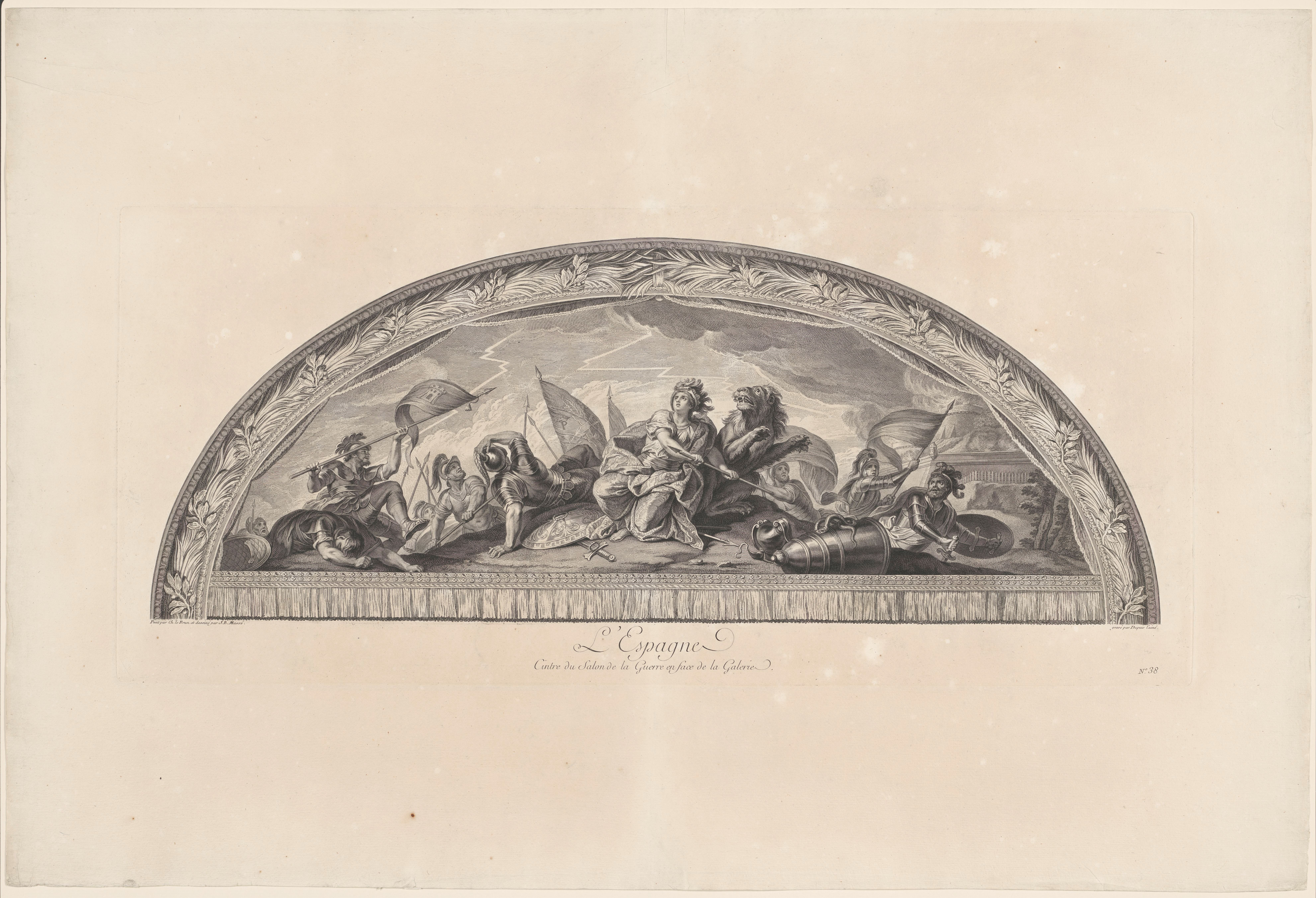
フランスを威嚇するスペイン （ヴシュール北側）
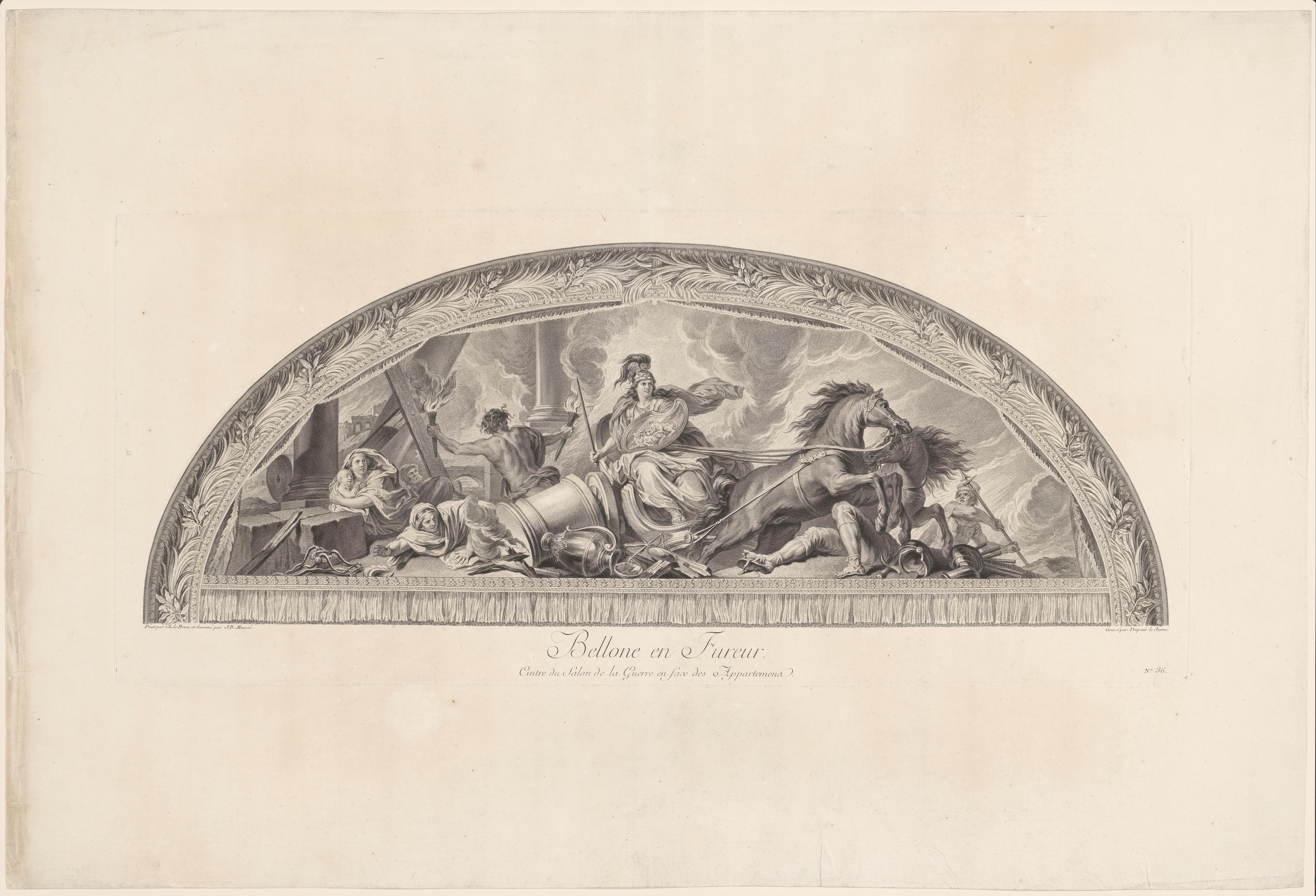
怒り狂うベローナ（ヴシュール西側）

フランス勝利の寓意（中央）と同様に。